# اگنتال
اگنتال (به آلمانی: Eggenthal) یک شهر در آلمان است که در استالگوی واقع شده‌است.